# Kanton Limoges-Émailleurs
Kanton Limoges-Émailleurs (francouzsky Canton de Limoges-Émailleurs) je francouzský kanton v departementu Haute-Vienne v regionu Limousin. Tvoří ho pouze část města Limoges.